# Combattants néerlandais dans la bataille de Normandie
Plusieurs unités néerlandaises participèrent lors de la Seconde Guerre mondiale à la bataille de Normandie aux côtés des Alliés à l'été 1944. 
Lors de l'occupation allemande des Pays-Bas en 1940, des soldats et aviateurs néerlandais ont gagné la Grande-Bretagne. Ils vont y être rejoints par des volontaires venus des colonies néerlandaises et des Boers d'Afrique du Sud. Plusieurs navires de la marine royale se sont réfugiés dans les ports britanniques et l'amirauté néerlandaise s'est installée à Londres. 
Ils vont constituer de nouvelles unités néerlandaises (en plus d'unités déjà constituées, principalement navales, qui se trouvaient dans les colonies) au sein des différentes armées alliées. 

## Unités engagées lors de la bataille de Normandie
Air
Le 321st Squadron de la Royal Air Force était composé de pilotes néerlandais sur des Spitfire. Cet escadron assure la protection au-dessus des plages du débarquement dès le 6 juin 1944. 
Les 320th et 322th squadrons de bombardiers sont utilisés dans les jours suivants le débarquement. Ainsi les B-25 Mitchell du 320th participent le 10 juin au bombardement du quartier-général du groupe Panzer Ouest à La Caine à une quinzaine de kilomètres au sud-ouest de Caen. 
Mer
Les sloops HNMS Flores et HNMS Souma, un mouilleur de mines et 31 navires de transport participent au débarquement. 
Le navire-hôpital Batavia et le navire magasin Empire aident aux secours et à la logistique lors de la bataille de Normandie.  
Les vieux croiseur léger Sumatra et navires Panblau et Parbhava sont utilisés comme blockships en protection des ports artificiels Mulberry. 
Terre
Le 7 août 1944, la brigade Princesse Irène débarque à Arromanches avec à sa tête le lieutenant-colonel Ruyter von Steveninck (nl). Composée de 1 205 hommes, elle est rattachée à la 6e division aéroportée britannique. Le 23 août, le prince Bernhard, commandant en chef des forces armées des Pays-Bas, lui rend visite et peu après elle est engagée avec la brigade belge, la brigade Piron, dans l'opération Paddle conduisant à la libération du Pays d'Auge. Les Néerlandais libèrent la ville de Pont-Audemer le 26 août et sont 4 jours plus tard sur la Seine.